# Airi Miyabe
Airi Miyabe (japanska: 宮部藍梨 ), född 29 juli 1998 i Amagasaki, Japan är en volleybollspelare (vänsterspiker). Hon spelar för Japans damlandslag i volleyboll och för klubblaget Victorina Himeji. 
Miyabe delog vid FIVB World Grand Prix 2015. Därefter studerade hon i USA. Först vid Southern Idaho College och därefter vid University of Minnesota där hon representerade deras lag Minnesota Golden Gophers som kom trea med dem i NCAA Women's Division I Volleyball Championship 2019
Miyabe spelade med landslaget under  VM 2022. Hennes syster Ameze Miaybe spelar även hon i landslaget.